# Légi mentők
A Légi mentők, (Nurses on the Line: The Crash of Flight 7) 1993-ban bemutatott amerikai filmdráma Lindsay Wagner, Robert Loggia és Jennifer Lopez főszereplésével.

## Szereplők[1]
- Lindsay Wagner – Elizabeth Hahn
- Jennifer Lopez – Rosie Romero
- Robert Loggia – Dr. Daniel Perrin
- David Clennon – Dr. Rulon Beesley
- Farrah Forke – Fran Markoe
- Paula Marshall – Jill Houston
- Gary Frank – Len